# إدارة المخلفات

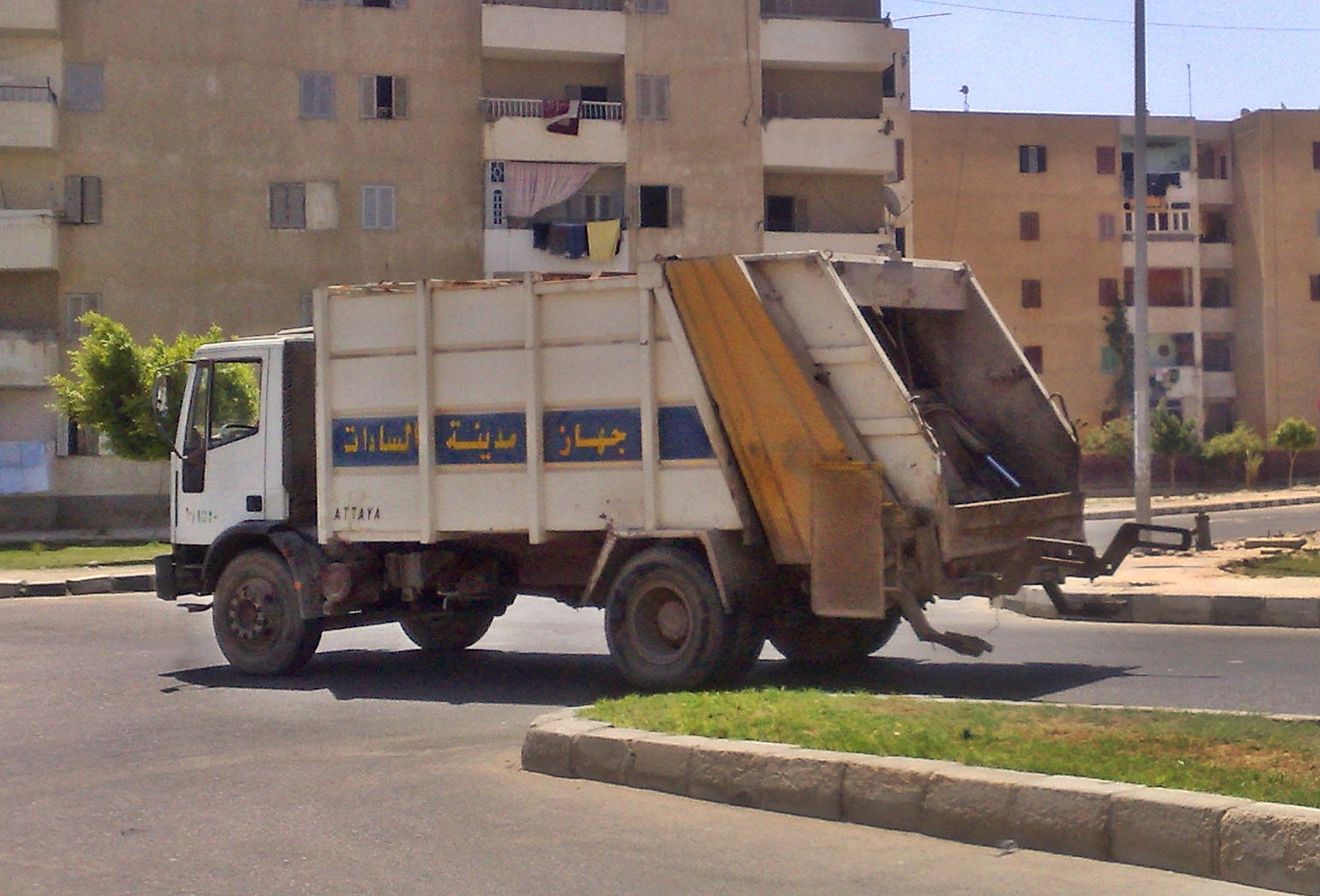
جمع المخلفات أولى مراحل «إدارة المخلفات» وكثيرًا ما تُنجز باستخدام سيارة قمامة كهذه في مدينة السادات.

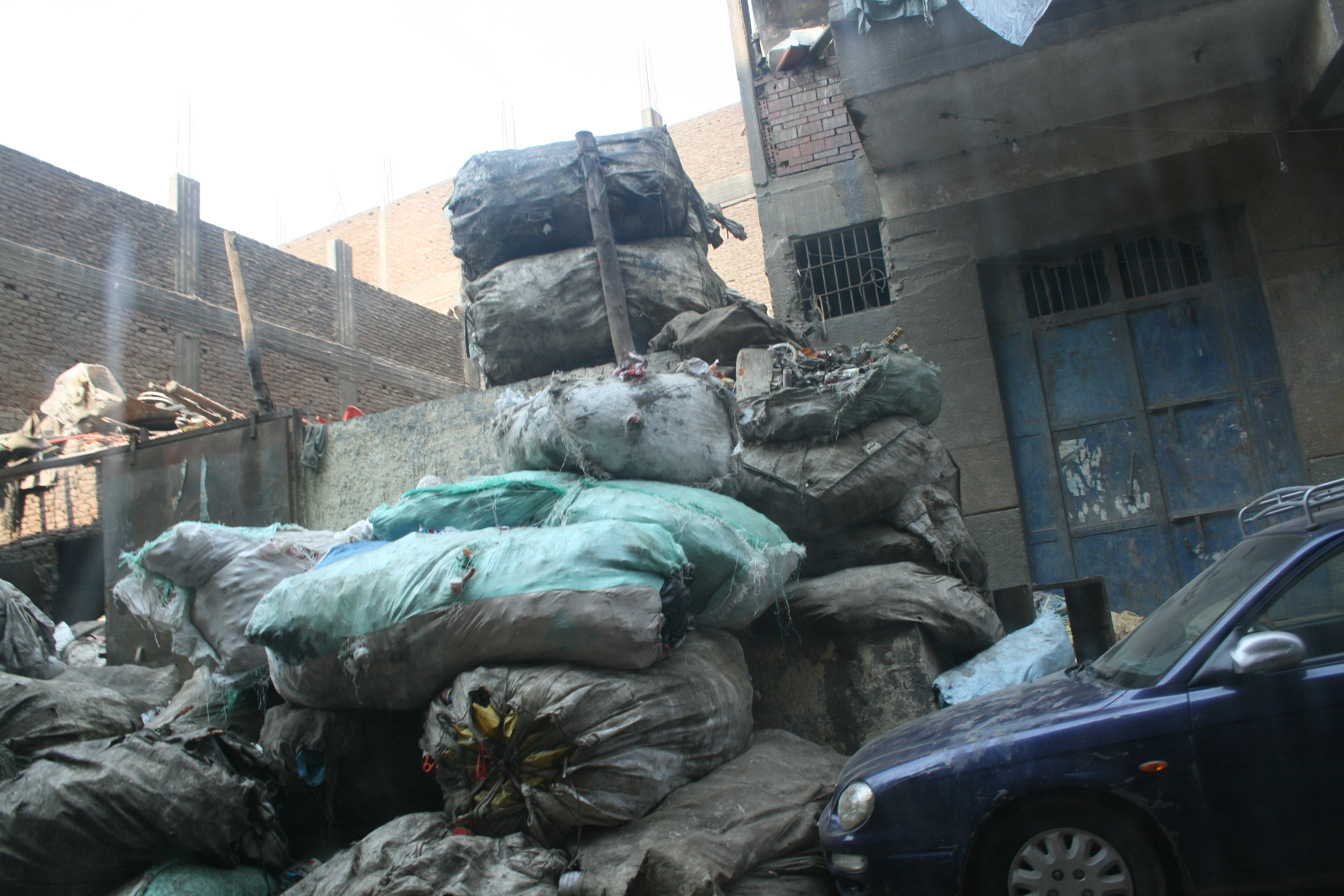
في بعض البلدان، تختص أحياء بالكامل في تدوير المخلفات من خلال فرزها أو معالجتها ثم بيعها - من الأمثلة هذا الحي (منشية ناصر) بالقاهرة.

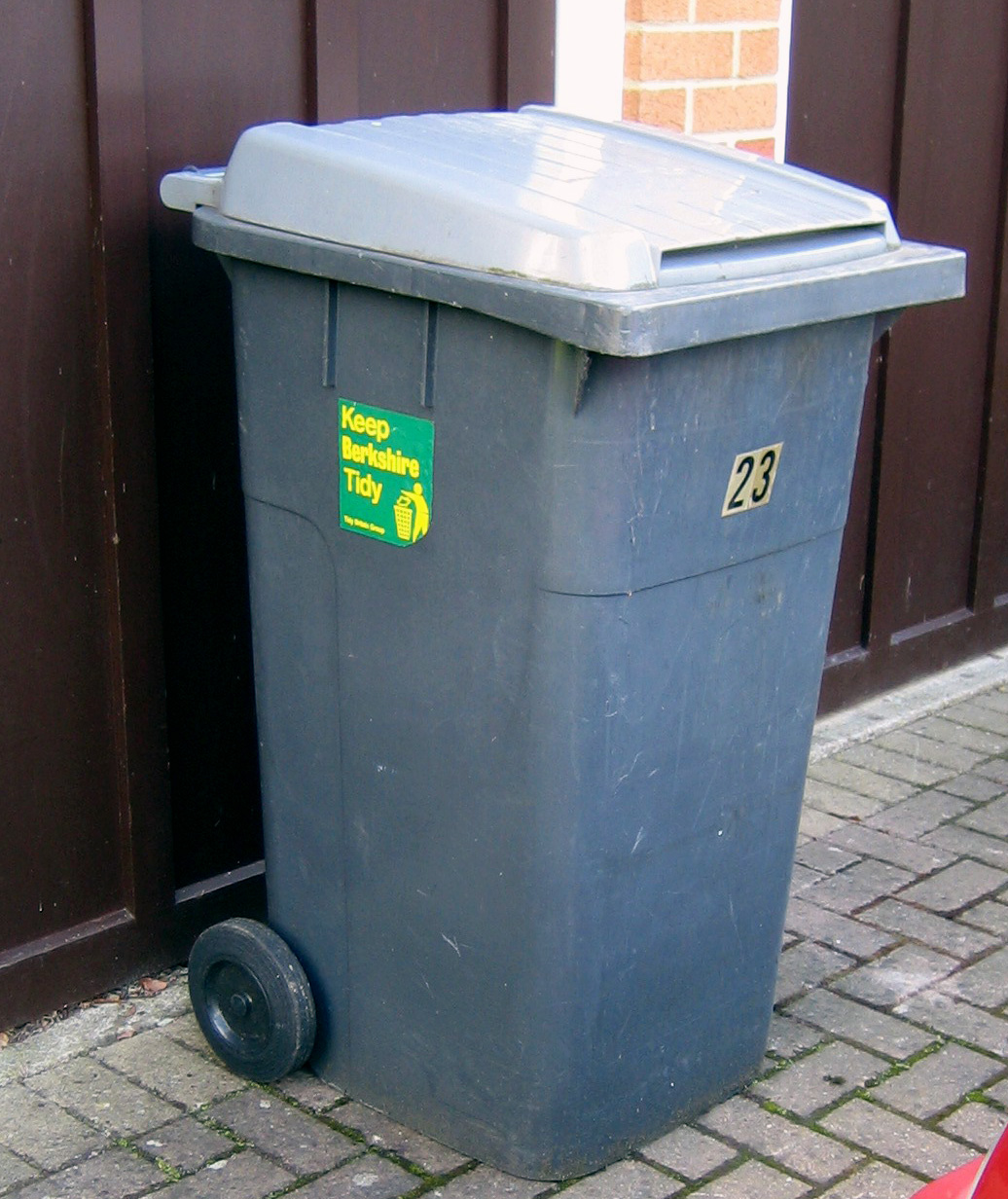
حاوية نفايات في إنجلترا

إدارة النفايات هي عملية مراقبة وجمع ونقل ومعالجة وتدوير أو تخلص من النفايات، يستخدم هذا المصطلح عادة للنفايات التي تنتج من قبل نشاطات بشرية، وتقوم الدول بهذه العملية لتخفيف الآثار السلبية للنفايات على البيئة والصحة والمظهر العام. وتستخدم هذه العملية أيضا للحصول على الموارد وذلك بإعادة التدوير، يمكن أن تشمل معالجة النفايات المواد الصلبة والسائلة والغازية والمواد المشعة.
تختلف معالجة النفايات بين الدول المتقدمة والدول النامية، وبين المناطق الحضرية والمناطق الريفية وبين المناطق السكنية والمناطق الصناعية.
معالجة النفايات غير الخطرة أو السكانية أو المؤسساتية في المناطق الحضرية الكبرى عادة ما تكون من مسؤولية السلطات الحكومية المحلية، في حين أن معالجة النفايات غير الخطرة الصناعية والتجارية عادة ما تكون من مسؤولية مولد هذه النفايات أي المنتج.

## طرق التخلص من النفايات الكثيرة

### دفن النفايات

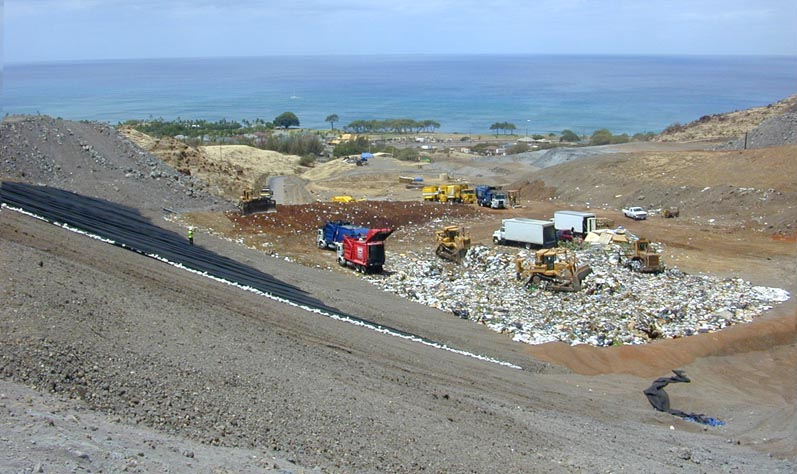
دفن النفايات في ولاية «هِوِءي».

دفن النفايات وطمرها في الأرض، طريقة تمارس بشكل شائع في كثير من البلدان، في مقالع حجارة أو مناجم مهجورة أو فوهات الحجارة المستخرجة من الأرض.
إن دفن النفايات بطريقة مدارة جيدًا تكون طريقة نظيفة وغير مكلفة، أمّا إذا لم تدار بشكل جيد فتؤدي إلى تبعثر الفضلات واجتذاب الحشرات وارتشاح الفضلات السائلة إلى جوف الأرض، ونتيجة سلبية أخرى وهي انبعاث الغاز الذي يتكون معظمه من الميثان وثنائي أكسيد الكربون وهذا الغاز يؤدي إلى إنبعاث الرائحة وقتل الغطاء النباتي وهذا الغاز الدفيء هو الغاز الذي يتسبب في تسخين طبقة الغلاف الجوي والذي كان أحد أسباب ثقب طبقة الاوزون.
التصميم العصري لدفن النفايات تتضمن احتواء هذه المواد القابلة للارتشاح عن طريق مد طبقات من الطين أو بطانات من المواد البلاستيكية، وتضغط النفايات لزيادة الكثافة واستقرارها وتغطى لمنع اجتذاب الحشرات والفئران والجرذان، وتكون مزودة بنظم لاستخراج الغاز ويتم ضخ الغاز من هذه المدافن باستخدام انابيب ويستخدم هذا الغاز لتوليد الكهرباء.وتعرف جل هذه العمليات بالردم التقني للنفايات l'enfouissement technique des déchetsوهي عملية تقنية بحتة ليس المراد بها منع جذب الحشرات والقوارض...الخ بقدر ماتسمح بحماية الطبقات الجوفية، التقليل من الانبعاثات الغازية، قابلية معالجة عصير النفايات lixivia بالتبخير في المناطق ذات المناخ الشبه قاري، أو المعالجة الكيميائية... الخ.

### حرق النفايات

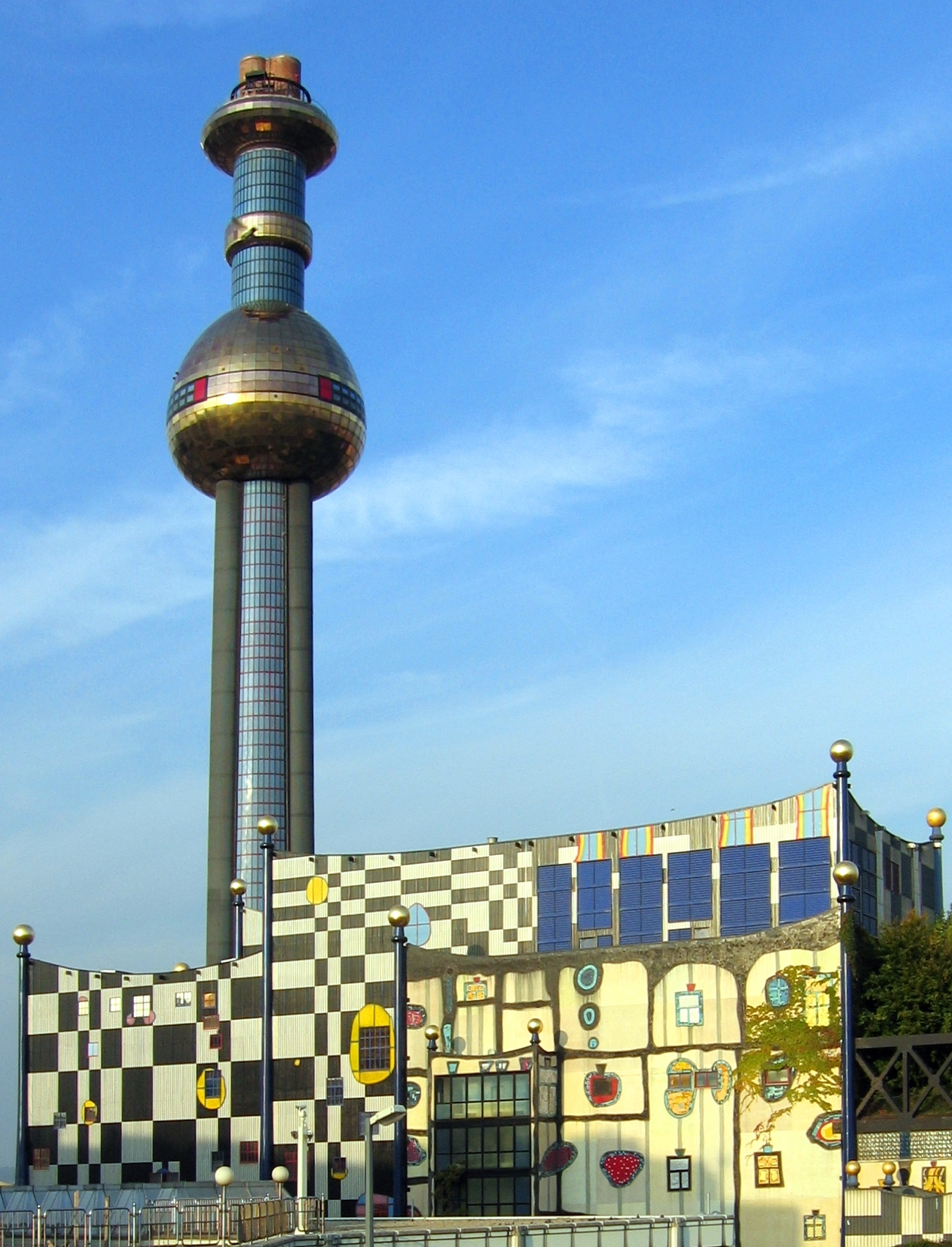
حرق النفايات في فيينا.

ترميد النفايات أحد طرق التخلص منها، وهو أحد أساليب المعالجة الحرارية، تقوم هذه المحارق بتحويل النفايات إلى حرارة وغاز وبخار ورماد.
يتم حرق النفايات إما من قبل الأفراد أو من قبل الصانع أو المنتج، وهي تستخدم للتخلص من النفايات الصلبة والسائلة والغازية، وتعتبر هذه الطريقة وسيلة عملية للتخلص من النفايات الخطرة والمواد البيولوجية مثل النفايات الطبية، حرق النفايات هي طريقة مثيرة للجدل بسبب انبعاث الملوثات الغازية. إن حرق مواد مثل الديوكسين يكون لها عواقب بيئية خطرة في المنطقة على الفور.
هذه الطريقة شائعة في كثير من الدول مثل اليابان حيث المساحات غير المسكونة تكون قليلة جدًا ولا تتطلب هذه الطريقة مساحات شاسعة كالتي تتطلبها طريقة دفن النفايات.

## طرق إعادة تدوير النفايات

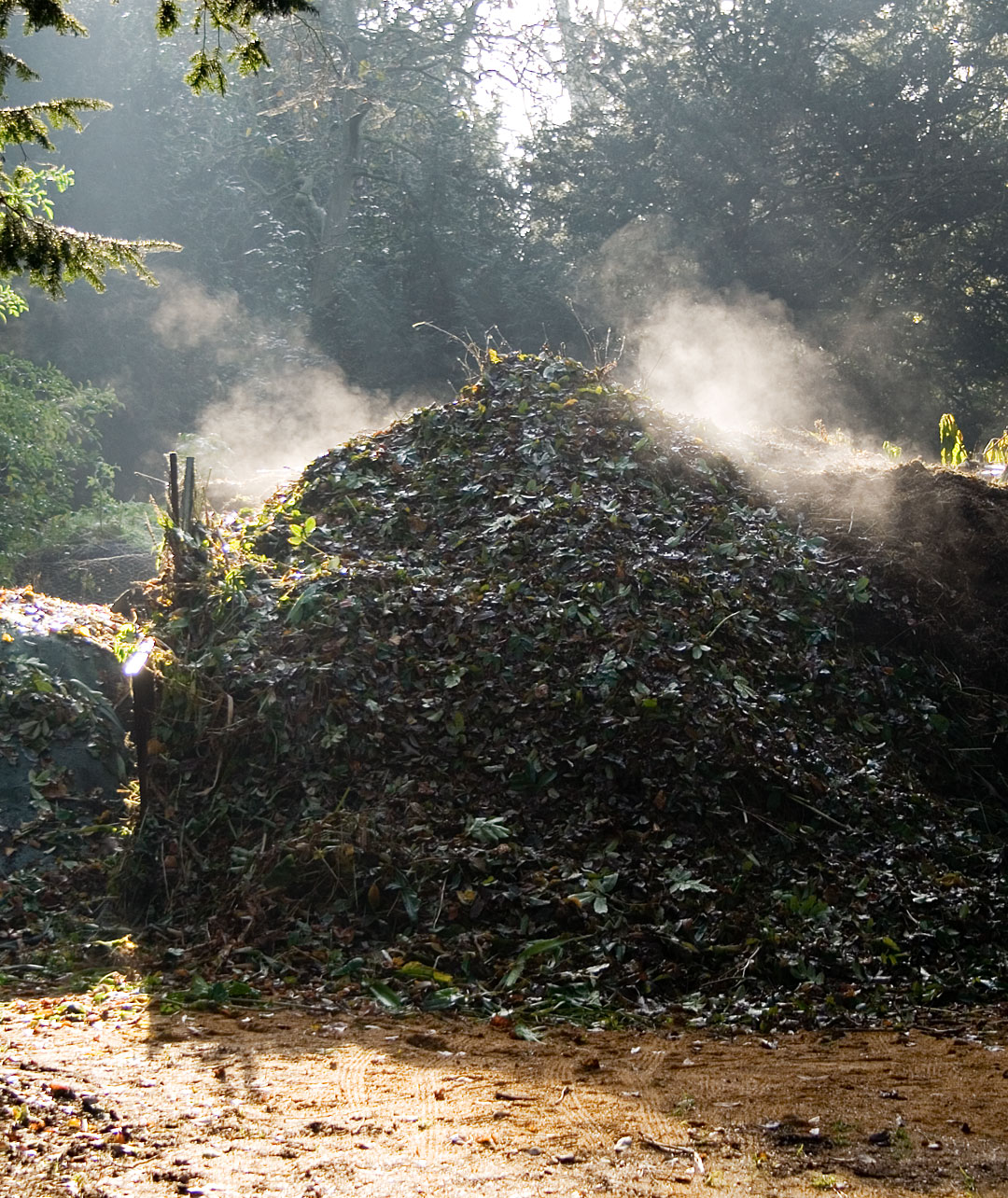
إعادة تدوير بيولوجية لإنتاج سماد عضوي.

إن كلًا من البوليفين كلورايد البوليثينين القليل الكثافة والبوليبروبيلين والبوليستيرين (أي مجمل المواد البلاستيكية) مكونة من عنصر واحد من المواد أي أنه من السهل إعادة تدويرها نسبيا، اما الأجهزة الكهربائية والكمبيوترات فتكون إعادة تدويرها أكثر صعوبة ويرجع ذلك إلى الحاجة لتفكيك وفصل ثم إعادة تدوير.

### إعادة التدوير البيولوجية للنفايات
هي عملية إعادة تدوير للمواد العضوية مثل النبات وفضلات الطعام والمنتجات الورقية، إذ يمكن إعادة تدويرها إلى سماد بيولوجي والتي يستخدم في عمليات التحلل العضوي في الزراعة. والغاز الناتج عن هذه العملية هو غاز الميثان الذي يستخدم إنبعاثه في توليد الطاقة الكهربائية. إن الغاية من هذه العملية هو تسريع تحلل المواد العضوية.
طرق التحلل البيولوجي مختلفة فهناك الهوائية واللاهوائية وهناك طرق هجينة بين الطريقتين السابقتين.

### استرداد الطاقة
يمكن استخدام النفايات بشكل مباشر للحصول على وقود ويمكن أيضا إعادة معالجتها للحصول على نوع اخر من الوقود. ويُسمى ذلك استرداد الطاقة [الإنجليزية]، أو جلب الطاقة من النفايات -
يقوم تحويل المواد الصلبة والسائلة والغازية إلى طاقة عن طريق توليد البخار والتحول الحراري والتغوير والتوربينات.
ويمكن أيضا تحوليها إلى الكربون المنشط وقوس البلازما.

## التقليل من النفايات بالحد من الاستهلاك
أهم طريقة للتخفيف من النفايات هي التقليل من إنتاج هذه النفايات، وتشمل استعمال المنتجات المستعملة، وتصليح المعطلة بدلا من شراء جديدة، واستعمال الاكياس والاكواب متعددة الاستعمال بدلا من البلاستيكية وحيدة الاستعمال، وتصميم المنتجات من قبل المنتجين بطريقة تسهل إعادة تدويرها.

## جمع ونقل النفايات
تختلف طرق جمع النفايات بين المدن والدول، وهذه الخدمة غالبا ما تقدمها السلطات الحكومية المحلية أو من قبل القطاع الصناعي الخاص.
في أستراليا تتبع الحكومة طريقة جمع النفايات من جانب الطريق وتقدم لكل منزل ثلاث حاويات قمامة: واحدة للمواد القابلة لإعادة التدوير وواحدة للمواد العضوية وواحدة للنفايات العامة.
في أوروبا في البنايات توجد قنوات تدفع فيها القمامة إلى أسفل البنايات حيث يوجد هناك محتوى كبير للقمامة تسمى هذه الطريقة جمع النفايات بالضغط.
في كندا تتبع الحكومة طريقة جمع النفايات من جانب الطريق أيضا وتطبق نظام ثلاث حاويات قمامة في معظم المناطق.
في تايبيه تقوم الحكومة بفرض ضرائب حسب حجم النفايات المنزلية وحققت هذه الطريقة تقليلا في الحجم النفايات في البلد.

## التوعية والتعليم
التثقيف والتوعية في مجال معالجة النفايات يتزايد باستمرار بسبب تراكم النفايات وتلوث الهواء وثقب طبقة الاوزون واستنفاذ الموارد الطبيعية وانبعاث الغازات السامة وانتشار القوارض في أماكن السكن، لذلك كان اعلان (تالوار) الذي نفذته عدة جامعات عن طريق إنشاء دراسات إدارية جيدة للبيئة وبرامج معالجة النفايات.

## انظر أيضا

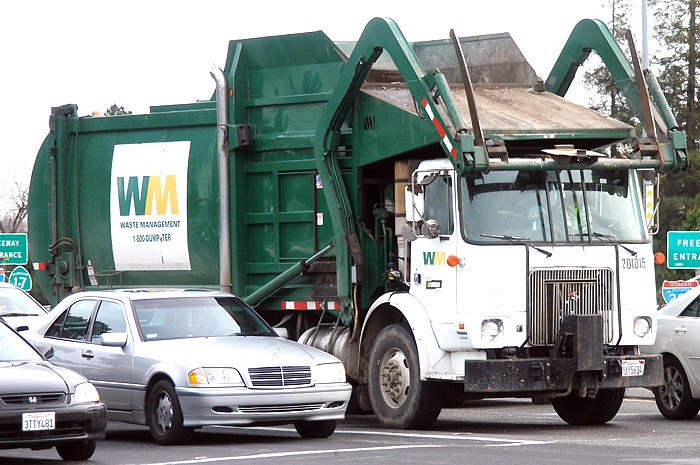
شاحنة نقل النفايات في أمريكا الشمالية